# RDI Video Systems
RDI Video Systems foi uma empresa de videogames fundada por Rick Dyer em 1982. Originalmente "Advanced Microcomputer Systems", a empresa foi popular pelos seus videogames em LaserDisc, como o famoso "Dragon's Lair". A empresa foi a falência logo após o lançamento do RDI Halcyon.

## Produtos[2]

### Como Advanced Microcomputer Systems

#### Arcade
- Dragon's Lair
- Zzyzzyxx / Brix

#### Portátil
- Bike Computer
- Crazy Climber
- Space Invader (segunda revisão)
- Spiders
- Stargate
- Super Cobra
- Turtles
- Video Space Battle
- Video Space Force
- Video Turtles

### Arcade
- Space Ace
- Thayer's Quest

### Halcyon
- NFL Football
- Thayer's Quest